# Cyphastrea decadia
Espèce
Statut CITES
Cyphastrea decadia est une espèce de coraux appartenant à la famille des Faviidae ou à la famille Merulinidae.